# Gudrun

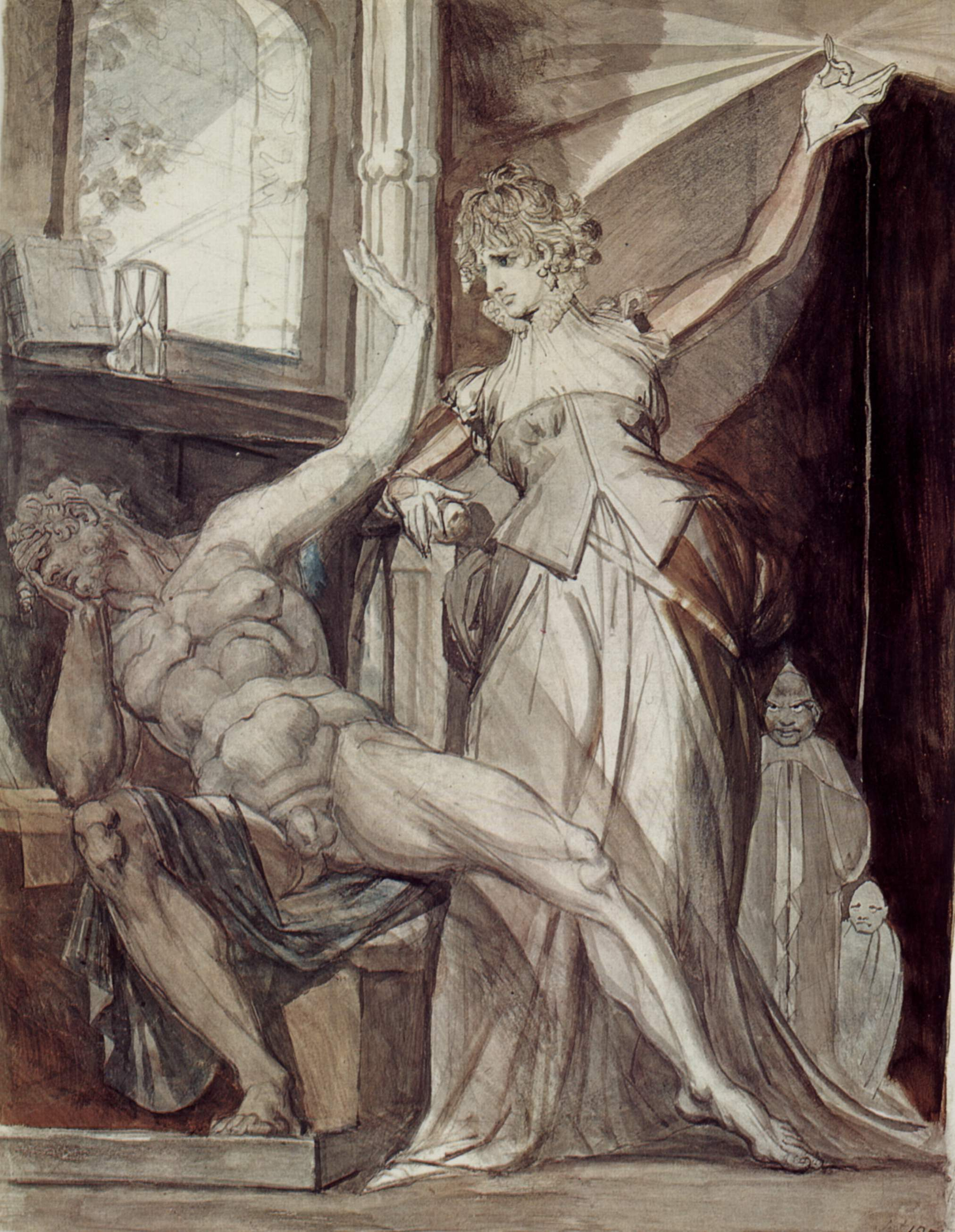
Cremilda e Gunther, Johann Heinrich Füssli, 1807

Na mitologia nórdica, Gudrun ou Gudruno (chamada Crimilda ou Kriemhild no Nibelungenlied) é a irmã de Guntário. Ela se apaixona por Sigurdo, o que não era correspondido pois ele amava a valquíria Brunilda, a quem deu o Andvarinaut.
Entretanto, seu irmão Guntário decidiu casar com Brunilda, mas isso era impossível pois Brunilda prometeu que casaria somente com quem pudesse derrotá-la numa luta justa, sabendo que Sigurdo seria o único capaz. A valquíria tinha consigo um cinto mágico que a tornava mais forte que qualquer homem. Noutra versão, Brunilda é aprisionada por fogo como punição de Odin. Sigurdo já havia passado pelo fogo anteriormente e prometeu se casar com ela, mas ele está amaldiçoado pelo Andvarinaut, e por um tempo incorpora o corpo de Guntário. Dessa forma, passa o fogo e Brunilda é forçada a se casar com Guntário.
Sua mãe Grimilda (chamada Ute no Nibelungenlied) a deu uma poção do amor, o que fez Sigurdo esquecer seu amor por Brunilda. Guntário permitiu o casamento entre Gudruno e Sigurdo, sob condição de Sigurdo ganhar a mão de Brunilda. Sigurdo consegue o feito: sob forma de Guntário, ele obtém o Andvarinaut de Brunilda e o dá a Gudruno. Ambas rainhas, Gudruno e Brunilda se casam no mesmo dia.
Após a morte de Sigurdo, Brunilda perde também Sigmundo, seu filho de três anos. Posteriormente, Gudruno se casa com o rei Atle (inspirado em Átila, o Huno), responsável pela morte de toda a família dela. Ela se vinga ao matar seus próprios filhos com o rei, Erp e Eitil, os servindo como jantar. Por fim, ela ateia fogo no sala do rei, matando-o junto com todos os seus homens. Ela tenta suicídio ao se jogar no mar atada a pedras, mas as ondas a levam para a Suécia. Lá, ela se casa com o rei Jónakr, com quem teve os filhos Hamdir, Saro e Erp. Os três filhos foram mortos na vingança de Sunilda.
Sunilda, sua filha com Sigurdo, estava com Ermanarico, mais foi injustamente acusada de adultério, e então morta pelo próprio marido. Ela também teve um filho com Sigurdo chamado Sigmundo.
Na versão da Canção dos Nibelungos para Gudruno, agora chamada Crimilda, a moça mata seus irmãos para recuperar o ouro dos nibelungos. Por conta disso, ela é morta por Teodorico de Verona.